# Jean Étienne Benoît Duprat
Jean Étienne Benoît Duprat (* 21. März 1752 in Avignon; † 6. Juli 1809 in Wagram) war ein französischer Général de brigade und Revolutionär.

## Laufbahn
1791 war er, an der Seite seines jüngeren Bruders und Girondisten Jean Duprat (hingerichtet am 30. Oktober 1793) sowie des berüchtigten Jourdan „Coupe-tête“, an den Gräueltaten des Massacre de la Glacière (16. und 17. Oktober 1791) in Avignon beteiligt.
Gemäßigter als sein Bruder, stieg er zum Colonel in der Nationalgarde auf und wurde 1795 Adjudant-général der Armée d’Italie.
Am 19. Dezember 1791 hielt er eine öffentliche Rede vor dem „Patriotischen Kreis von Marseille“ (Cercle patriotique de Marseille) über die Revolution sowie die aktuelle Lage von Avignon und das Comtat Venaissin.
Am 6. Juli 1809 fiel er als General in der Schlacht bei Wagram.

## Sonstiges
Jean Étienne Benoît Duprat stammt, wie sein Bruder Jean, aus einer großen Avignoner Familie, die vor allem durch Seidenhandel und als Eigentümer der Avignoner Sparkasse reich geworden ist.
Im Zuge der Französischen Revolution wurde ein Teil des Papstpalast in Avignon in eine Kaserne umgewandelt und den Pionieren zugewiesen. Zwischen 1881 und 1900 war sie „Caserne Duprat“ benannt. 
Sein Name ist im Pariser Triumphbogen auf dem östlichen Pfeiler in Spalte 19, Zeile 2, eingraviert.

## Belege
1. ↑  Jean Étienne Benoît Duprat: Discours sur la Révolution et la position actuelle d’Avignon et du Comtat. Prononcé au Cercle Patriotique de Marseille, dans la Séance publique & extraordinaire, convoquée à cet effet, le 19 Décembre 1791, l’An Troisiéme de la Liberté. Par J. E. B. Duprat, Colonel de la Garde-Nationale, & Président de la Société emprisonnée ou dispersée des Amis de la Constitution d’Avignon. Imprimé par ordre du Cercle. bmvr.marseille.fr, 1791, ehemals im Original (nicht mehr online verfügbar); abgerufen am 25. September 2015 (französisch). (Seite nicht mehr abrufbar. Suche in Webarchiven)  Info: Der Link wurde automatisch als defekt markiert. Bitte prüfe den Link gemäß Anleitung und entferne dann diesen Hinweis.
2. ↑  Thierry Pouliquen: Les généraux. In: Les hommes de Napoléon. Archiviert vom Original am 2. August 2009; abgerufen am 25. September 2015 (französisch).

| Personendaten    | Personendaten                          |
| ---------------- | -------------------------------------- |
| NAME             | Duprat, Jean Étienne Benoît            |
| KURZBESCHREIBUNG | französischer General und Revolutionär |
| GEBURTSDATUM     | 21. März 1752                          |
| GEBURTSORT       | Avignon                                |
| STERBEDATUM      | 6. Juli 1809                           |
| STERBEORT        | Wagram                                 |